# Imunita zákonodárců v Česku
Imunita poslanců a senátorů je v Ústavě České republiky upravena článkem 27:
Článek 27
(1) Poslance ani senátora nelze postihnout pro hlasování v Poslanecké sněmovně nebo Senátu nebo jejich orgánech. (2) Za projevy učiněné v Poslanecké sněmovně nebo Senátu nebo v jejich orgánech nelze poslance nebo senátora trestně stíhat. Poslanec nebo senátor podléhá jen disciplinární pravomoci komory, jejímž je členem.
(3) Za přestupky poslanec nebo senátor podléhá jen disciplinární pravomoci komory, jejímž je členem, pokud zákon nestanoví jinak.
(4) Poslance ani senátora nelze trestně stíhat bez souhlasu komory, jejímž je členem. Odepře-li komora souhlas, je trestní stíhání po dobu trvání mandátu vyloučeno.
(5) Poslance nebo senátora lze zadržet, jen byl-li dopaden při spáchání trestného činu nebo bezprostředně poté. Příslušný orgán je povinen zadržení ihned oznámit předsedovi komory, jejímž je zadržený členem; nedá-li předseda komory do 24 hodin od zadržení souhlas k odevzdání zadrženého soudu, je příslušný orgán povinen ho propustit. Na své první následující schůzi komora rozhodne o přípustnosti stíhání s konečnou platností.
Tučně jsou vyznačeny čtyři odstavce článku 27 upravující tzv. indemnitu, přestupkovou imunitu a trestněprávní imunitu. Mezi evropskými zeměmi je poslanecká a senátorská imunita v České republice jedna z nejrozsáhlejších.
Imunita je vázána na nabytí mandátu, vzniká tedy okamžikem zvolení, za který se považuje den voleb.

## Vybrané pokusy o legislativní změnu poslanecké imunity v Česku
Od sametové revoluce proběhly dvě desítky pokusů o omezení poslanecké imunity v České republice. Až na dvě výjimky z nich nebyl žádný přijat. Nejčastějšími pokusy o úpravu je omezení doživotní imunity jen na dobu výkonu mandátu a zrušení přestupkové imunity.
1. 1993 Miloslav Výborný et al.: návrh osvobodit poslance od celní prohlídky (celní povinnost nezměněna) (historie)
  - zamítnut
2. 1995 Anna Röschová: úprava přestupkové imunity (historie, znění)
  - Návrh projednalo 10 výborů, z toho 7 ji nedoporučilo a 1 doporučil. Zamítnut v prvním čtení.
3. 1997 Hana Marvanová et al.: zrušení přestupkové imunity a omezení procesní imunity na dobu mandátu (historie
  - projednán 4. února 1998 (stenozáznam) na 1. čtení, vrácen navrhovateli
4. 1998 Luděk Zahradníček et al.: omezení přestupkové imunity[zdroj?] a omezení procesní imunity na dobu mandátu[7]
  - neprošlo Senátem
5. 1998 Zdeněk Vojíř et al.: podstatné omezení přestupkové imunity[zdroj?] (novela jed. řádu PS)
6. 1998 Miloslav Výborný et al.: zrušení přestupkové imunity,[zdroj?] omezení procesní imunity na dobu mandátu[8]
  - návrh vrácen navrhovateli[zdroj?]
7. 1998 Pavel Němec et al.: novela zákona o přestupcích, možnost volby poslance, zda využije přestupkovou imunitu (historie) 
  - postoupen Senátu, neodhlasován
8. 1999 vláda ČR, zastoupena Václavem Grulichem: (historie), novela zákona o přestupcích
  - Vzat zpět
9. 1999 Ivan Langer et al.: mj. omezení trestněprávní imunity na dobu mandátu (historie), novela Ústavy ČR
  - neprošel senátem
10. 1999 Miloslav Výborný et al.: omezení trestněprávní imunity poslanců a soudců na dobu mandátu, s výjimkou činů souvisejících s výkonem mandátu (historie)
  - zamítnut
11. 2001 František Kroupa et al.: možnost volby poslance, zda využije přestupkovou imunitu nebo bude trestán jako běžný občan[zdroj?] [9]
  - přijat
12. 2001 Senát: mimo jiných úprav omezení procesní imunity na dobu mandátu[10]
  - neprošel Sněmovnou
13. 2003–2004 Vláda ČR: mj. omezení trestněprávní imunity (poslanců, senátorů a ústavních soudců) na dobu mandátu (historie)
  - nebyl schválen
14. 2005–2006 Miroslav Kalousek, Jan Kasal et al.: omezení trestněprávní imunity na dobu mandátu (historie)
  - neprošel senátem[11]
15. 2006–2007 Jaroslav Kubera, Jiří Pospíšil (senátor), Přemysl Sobotka et al.: zrušení procesní imunity (historie)
  - Návrh vrácen[zdroj?]
  - Spolunavrhovatel J. Kubera se později vyjádřil, že tento radikální návrh nebyl míněn úplně vážně.[12] Neschválení předchozího návrhu (Kalousek, Kasal et al.) je někdy vykládáno jako možný důsledek tohoto návrhu.[zdroj?][13]
16. 2009 Eva Dundáčková ke zrušení přestupkové imunity. 
  - Jde o pozměňovací návrh zákona z r. 2006, který se týká předčasného rozpuštění Sněmovny.[14] Obsah pozměňovacího návrhu ve 2. čtení:[15] V čl. 27 [Ústavy] se odstavec 3 zrušuje. Dosavadní odstavce 4 a 5 se označují jako odstavce 3 a 4. Na 60. schůzi (11. 9. 2009 v hlasování 148 o pozměňovacích návrzích ve 3. čtení) se pro návrh vyslovilo 20 poslanců, proti 28 a návrh byl zamítnut.[16]
17. 2009–2010 poslanci Strany Zelených (O. Liška, K. Jacques, P. Rabas a M. Bursík) podávají 16. 6. 2009 návrh na plné zrušení přestupkové imunity a omezení procesní imunity na dobu mandátu.[17] (Stále by poslance šlo zadržet také při páchání trestného činu nebo bezprostředně po něm.) 
  - Ve třech pokusech o zařazení k projednávání návrh neprošel, a to na 62. schůzi (29. 9. 2009),[18] na 66. schůzi (8. 12. 2009)[19] a na 67. schůzi (27. 1. 2010).[20] Do konce volebního období se pak nedostal na pořad.
18. září 2010 Radek John, Petr Nečas, Karel Schwarzenberg aj.: zrušení přestupkové imunity a omezení trestněprávní imunity poslanců a ústavních soudců na dobu trvání mandátu (historie). 
  - Pozn.: Programové prohlášení vlády na rok 2010[21] úpravu poslanecké imunity nezmiňuje (podobně jako v programové prohlášení z roku 2007[22]), předsedové vládních stran po volbách 2010 se však vyjádřili, že imunitu plánují omezit.[23] I místopředseda ČSSD Bohuslav Sobotka se k omezení imunity vyjadřoval příznivě,[24] podobně jako před volbami Jiří Paroubek.[25]
  - Ústavně právní výbor i Mandátově imunitní výbor doporučily Sněmovně návrh ke schválení. Návrh prošel 2. čtením (stenozáznam)
  - Podle dalšího návrhu má zaniknout imunita také poslancům, kteří jsou současně členy vlády.[26]
  - Návrh byl zamítnut. Prošel do 3. čtení dne 17. 12. 2010 na 9. schůzi PSP ČR,[27] v němž se koalice s opozicí neshodly na pozměňovacím návrhu. Pozměňovací návrh ze strany opozice ponechával přestupkovou imunitu pro výkon mandátu. Další sporný bod bylo vytýkané nedostatečné jednání s opozicí. Při hlasování opoziční poslanci návrh nepodpořili, až na 4 hlasy. Protože koaliční strany měly ve sněmovně jen 85 poslanců z celkových 118 (!), podpora přítomných členů nestačila. Koalice s opozicí se pak navzájem obvinily z toho, že tak či onak zablokovaly projití návrhu. Závěrem se někteří poslanci shodli na tom, že by měli podat nový návrh upravující výhradně trestněprávní imunitu
19. 2011 skupina poslanců: omezení trestněprávní imunity poslanců a ústavních soudců na dobu trvání mandátu. (historie) 
  - Ústava České republiky se měla změnit tak, že v čl. 27 odst. 4 se věta druhá měla nahradit větou “Odepře-li komora souhlas, je trestní stíhání po dobu trvání mandátu vyloučeno” a v čl. 86 odst. 1 se věta druhá měla nahradit větou “Odepře-li Senát souhlas, je trestní stíhání po dobu trvání funkce soudce Ústavního soudu vyloučeno”.
  - Přestupková imunita, která byla v minulém návrhu sporným bodem, zůstala nezměněna. Návrh předložili zástupci všech parlamentních stran.
  - Poslanecká sněmovna schválila 8. února 2012, Senát návrh ve lhůtě neprojednal a ústavní zákon tak nebyl přijat.
20. červen 2012 Kateřina Klasnová, Miroslava Němcová, Vlasta Parkanová, Lubomír Zaorálek aj.: opětovný pokus o omezení trestněprávní imunity poslanců a ústavních soudců na dobu trvání mandátu. (historie na stránkách Senátu ČR) (historie na stránkách Poslanecké sněmovny PČR) 
  - Prakticky stejný návrh jako v předchozím pokusu byl 13. 6. 2012 předložen Poslanecké sněmovně; ta ho schválila ve třetím čtení 13. 2. 2013. Senátem byl ústavní zákon schválen 20. 3. 2013. Prezident ústavní zákon podepsal 9. 4. 2013.
  - Ve Sbírce zákonů vyšel pod č. 98/2013 Sb., účinnosti nabyl 1. června 2013.

## Vybrané případy použití poslanecké imunity
Případů využití poslanecké imunity v trestněprávních věcech jsou řádově desítky.
Případů využití přestupkové imunity u poslanců je méně.

## Aplikace pátého odstavce
Poprvé v historii České republiky byl 5. odstavec článku 27 využit 14. května 2012, kdy policie zadržela poslance Davida Ratha, a to podle svého vyjádření „bezprostředně po spáchání trestného činu“. Poslanec měl u sebe částku 7 miliónů korun. Podle ústecké krajské státní zástupkyně Lenky Bradáčové byl následně obviněn. Souhlas s jeho odevzdáním soudu vydala okolo dvacáté třetí hodiny týž den předsedkyně Poslanecké sněmovny Miroslava Němcová. 
Spolu s dalšími zadrženými se stal podezřelým ze spáchání trestných činů poškození finančních zájmů Evropské unie, přijetí úplatku, podplacení a sjednávání výhody při zadání veřejné zakázky, při veřejné soutěži a veřejné dražbě. Spolu s Rathem bylo zadrženo dalších sedm lidí, mezi nimi i ředitelka kladenské nemocnice a členka předsednictva ČSSD Kateřina Pancová a bývalý poslanec a současný blízký Rathův spolupracovník Petr Kott.
Dne 16. května 2012 rezignoval na funkci krajského zastupitele, středočeského hejtmana, vystoupil z ČSSD a odstoupil i z kandidátky ČSSD pro volby do Senátu a do krajských zastupitelstev, které se konaly na podzim 2012. Ve stejný den na něj byla uvalena vazba a došlo k jeho převezení do Vazební věznice Litoměřice.

## Seznam poslanců a senátorů, kteří nebyli vydání ke stíhání
Následující seznam obsahuje poslance a senátory, kteří nebyli vydání Poslaneckou sněmovnou nebo Senátem ke stíhání a nemohou tedy být již nikdy za tento skutek znovu stíháni.
| Rok  | Jméno              | Politická příslušnost |
| ---- | ------------------ | --------------------- |
| 1993 | Čestmír Hofhanzl   | ODA                   |
| 1994 | Bohuslav Kuba      | SPR-RSČ               |
| 1994 | Miloš Skočovský    | ČMSS                  |
| 1995 | Anna Röschová      | ODS                   |
| 1997 | Jan Vik            | SPR-RSČ               |
| 1997 | Pavel Maixner      |                       |
| 1998 | Jan Stráský        | US-DEU                |
| 1998 | Ivan Kočárník      | ODS                   |
| 1998 | Jan Kavan          | ČSSD                  |
| 1999 | Václav Benda       |                       |
| 2000 | Jaroslav Bašta     | ČSSD                  |
| 2000 | Ludmila Müllerová  | KDU-ČSL               |
| 2000 | Jaroslav Musial    | ČSSD                  |
| 2001 | Vladimír Schovánek | US-DEU                |
| 2006 | Liana Janáčková    | nezávislá             |
| 2008 | Liana Janáčková    | nezávislá             |